# Somebody Up There Likes Me
Somebody Up There Likes Me (bra: Marcado pela Sarjeta; prt: Marcado pelo Ódio) é um filme estadunidense de 1956 do gênero drama biográfico, dirigido por Robert Wise. O roteiro de Ernest Lehman foi baseado na vida do lendário boxeador novaiorquino Rocky Graziano. A música-tema é cantada por Perry Como.
O papel do protagonista era para ser de James Dean mas o ator morreu antes do começo das filmagens.
Além do primeiro personagem principal de Paul Newman, o filme é notável também por ser a primeira aparição no cinema do futuro astro Steve McQueen. Outros estreantes foram Frank Campanella, Robert Loggia e Dean Jones, todos sem créditos.

## Elenco principal
- Paul Newman...Rocky Graziano
- Pier Angeli...Norma Graziano
- Everett Sloane...Irving Cohen
- Eileen Heckart..."Ma" Barbella
- Sal Mineo...Romolo
- Ray Stricklyn...Bryson
- Steve McQueen...Fidel (não creditado)
- Robert Loggia...Frankie Peppo (não creditado)

## Sinopse
Rocky Barbella é filho de uma família de descendência italiana que vive num bairro pobre em Nova Iorque no início dos anos de 1930. Seu pai é um ex-lutador de boxe frustrado e Rocky tem dificuldades de relacionamento com ele. Com muito sentimento de raiva, Rocky é internado e foge várias vezes de um internato cristão. Depois da última fuga, ele reúne sua gangue de infratores juvenis e pratica muitos roubos e espancamentos até ser preso pela polícia. Depois de passar vários anos na cadeia, ele é obrigado a se alistar no exercito em 1942. Ele bate em um oficial e escapa. Sem dinheiro, ele começa a participar de lutas de boxe usando o nome de Graziano (de um vinho italiano). Sua carreira vai bem com a ajuda do empresário Cohen, mas logo a polícia do exército o localiza e o leva a corte marcial. Condenado, Rocky passa preso mais um ano em regime de trabalhos forçados. Quando sai, está em ótima forma e volta ao boxe, dessa vez para ser campeão mundial dos médio-ligeiros.

## Premiação

### Oscar
- Joseph Ruttenberg venceu por melhor fotografia em preto e branco
- Cedric Gibbons, Malcolm F. Brown, Edwin B. Willis e F. Keogh Gleason venceram por "Melhor Direção Artística"